# Fragmokonidium

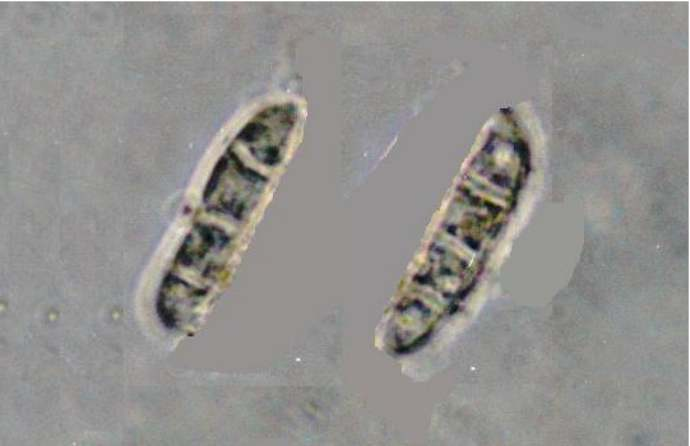
Fragmokinidia u Arthonia caesia

Fragmokonidium, fragmospora – zarodnik konidialny trzy- lub więcej komórkowy. Morfologia fragmokonidiów ma znaczenie przy mikroskopowej identyfikacji niektórych gatunków grzybów. Wyróżnia się wśród nich zarodniki o kształcie kulistym, elipsoidalnym, jajowatym, odwrotnie jajowatym, gruszkowatym, cylindrycznym (prostym lub wygiętym), maczugowatym i wrzecionowatym. Końce fragmokonidiów mogą mieć wyrostki lub szczecinki, bierze się też pod uwagę rozmiary zarodników, fakturę ich powierzchni, barwę, grubość ściany komórkowej, występowanie gutuli.
Fragmokonidia to jeden z siedmiu typów konidiów wyróżnionych przez P.A. Saccardo. Podjął on próbę klasyfikacji zarodników w oparciu o ich cechy morfologiczne. Fragmokonidia od skolekokonidiów odróżniają się stosunkiem długości do szerokości (mają mniejszy, niż 1:15), od helikokonidiów osią skręconą o mniej, niż 180°. 

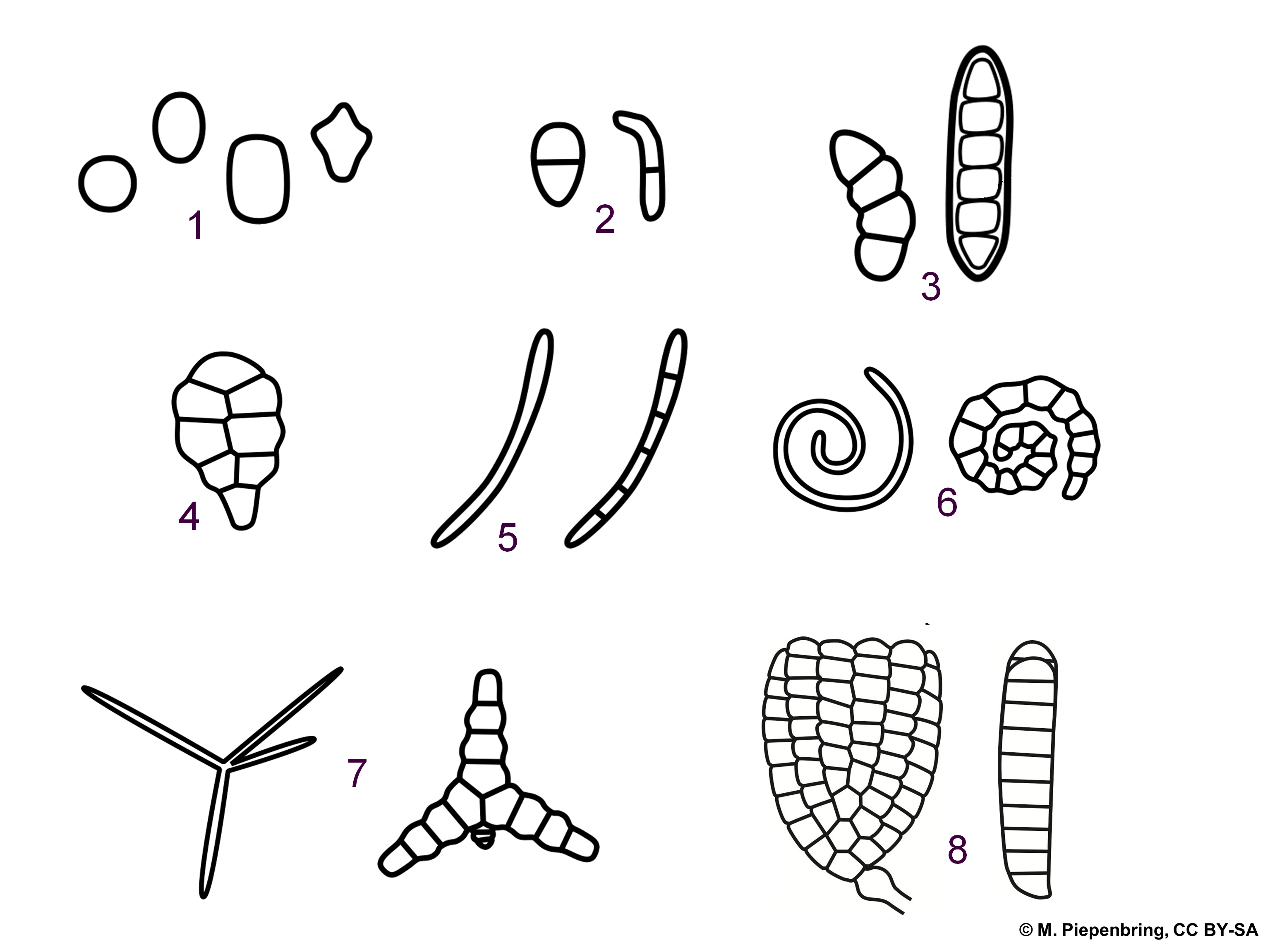
Typy konidiów wg P. A. Saccardo: 1 – amerokonidia, 2 – didymokonidia, 3 – fragmokonidia, 4 – diktiokonidia, 5 – skolekokonidia, 6 – helikokonidia, 7,8 – staurokonidia